# Sandgropspindel
Sandgropspindel (Trichopterna cito) är en spindelart som först beskrevs av O. Pickard-Cambridge 1872.  Sandgropspindel ingår i släktet Trichopterna och familjen täckvävarspindlar. Arten är reproducerande i Sverige. Inga underarter finns listade i Catalogue of Life.